# Cantonul La Verpillière
Cantonul La Verpillière este un canton din arondismentul La Tour-du-Pin, departamentul Isère, regiunea Rhône-Alpes, Franța.

## Comune
- Bonnefamille
- Chèzeneuve
- Four
- Roche
- Saint-Quentin-Fallavier
- Satolas-et-Bonce
- La Verpillière (reședință)